# Bruce Jouanny
Pas d'image ? Cliquez ici
Bruce Jouanny, né le 11 juin 1978 à Paris, est un pilote automobile et animateur de télévision français.

## Biographie

### Karting et débuts en monoplace
Grandissant à Lyon, Bruce Jouanny découvre le karting à l’âge de dix ans en pilotant pour la première fois un kart de location. Vu que le circuit est situé à proximité du commerce familial, il insiste auprès de son père pour y revenir régulièrement. Plusieurs mois passent et l’expérience étant concluante, le père investit dans un kart de compétition. Il rêve alors de devenir pilote de Formule 1. Au fil de son adolescence, il progresse dans les catégories : cadet, national puis international.
Bruce Jouanny arrive en sport automobile en 1996 avec une course en championnat de France de Formule Renault. Il poursuit à temps plein dans le championnat les trois saisons suivantes et termine troisième du championnat en 1999 derrière Lucas Lasserre et Mathieu Zangarelli, mais avec cinq victoires et 17 podiums en 21 courses.
Parallèlement à ses engagements sportifs, Bruce obtient un baccalauréat littéraire puis un Bachelor of Business Administration (économie, marketing, management). Ainsi, il parle parfaitement l'anglais et l'espagnol en plus du français, sa langue maternelle.
En 2000, on le retrouve en Formule Palmer Audi où il remporte deux courses. Surtout, il est sacré champion en catégorie Junior après avoir remporté 14 des 20 épreuves proposées.

### Engagements multiples en Formule 3
Ses succès l'amènent l'année d'après vers la Formule 3. Il se lance ainsi dans différentes séries de cette catégorie (Masters de Formule 3, Grand Prix de Macao, Super Prix de Corée, Championnat du Japon) avec pour engagement principal le championnat de Grande-Bretagne, où il accroche un podium. Sa saison est marquée par un accident impressionnant survenu sur le circuit de Thruxton le 1er septembre. Percutant un concurrent qui ralentissait, il décolle, passe au-dessus des grillages de sécurité et retombe dans une aire de spectateurs. L'accident blesse une personne qu'il rencontrera par la suite. L'année 2002 voit le même programme délesté du championnat japonais être réalisé et avec un peu plus de succès puisqu'en 26 courses, il monte à douze reprises sur la boîte, remporte deux courses et termine quatrième au général derrière Robbie Kerr, James Courtney et Heikki Kovalainen. La première victoire reste d'ailleurs son plus grand souvenir de sa carrière. Durant la même année, il remporte le Prix Marcel Albers qui récompense le meilleur tour aux Masters de Formule 3. À ce propos, il déclare qu'il « avais un bon chrono et la voiture était parfaite ».
Sa carrière se dirige les deux années suivantes vers les World Series by Nissan. Alors qu'il gagne deux podiums lors de la saison 2003, il n'obtient aucun résultat majeur lors de l'édition 2004, l'ultime du championnat. Il fait aussi une pige en Super GT.

### Endurance et 24 Heures du Mans
L'année suivante, sa carrière bifurque vers l'endurance avec pour commencer deux engagements avec le Rollcentre Racing dans la saison 2005 des Le Mans Series. Surtout, il connaît sa première participation aux 24 Heures du Mans. Au volant d'une Courage C60H du Courage Compétition, l'équipage abandonne au bout de cinquante-deux tours seulement à la suite d'un accident. Cependant, sa prestation est remarquée car il remporte le Prix Jean Rondeau qui est décerné au meilleur espoir français.
L'année 2006 le voit revenir une dernière fois en monoplace. En effet, il s'engage au sein du RC Motorsport pour disputer la saison 2006 de la Formula Renault 3.5 Series. Elle se révèle infructueuse avec seulement sept points acquis en dix-sept courses.
Il revient dans la classique mancelle l'année suivante avec le Saulnier Racing et connaît de nouveau un abandon. La réussite est un peu plus au rendez-vous en Le Mans Series où il est engagé pour toute la saison puisqu'il termine neuvième au classement LMP2 avec pour meilleur résultat une deuxième place de catégorie aux 1 000 kilomètres de Valence. Il poursuit dans le championnat la saison suivante en rejoignant le LMP1 mais ne dispute que les 1 000 kilomètres de Monza 2008 qu'il termine au pied du podium et ne voit pas les 24 Heures du Mans. Il rejoint la Superleague Formula en tant que pilote de test et de développement tout en s'essayant au commentaire aux côtés de Ben Edwards (en) et Jonathan Green,.
La saison 2009 est plus chargée. En effet, il est engagé au sein du Pescarolo Sport, avec qui il dispute les deux premières manches de la saison, avant de revenir en LMP2 pour ne participer qu'aux 1 000 kilomètres d’Algarve (en). Surtout, il dispute pour la dernière fois les 24 Heures du Mans avec pour équipiers Christophe Tinseau et João Barbosa. Contrairement aux précédentes participations, il termine la course en finissant huitième et troisième des prototypes essence.

### Fin de carrière sportive

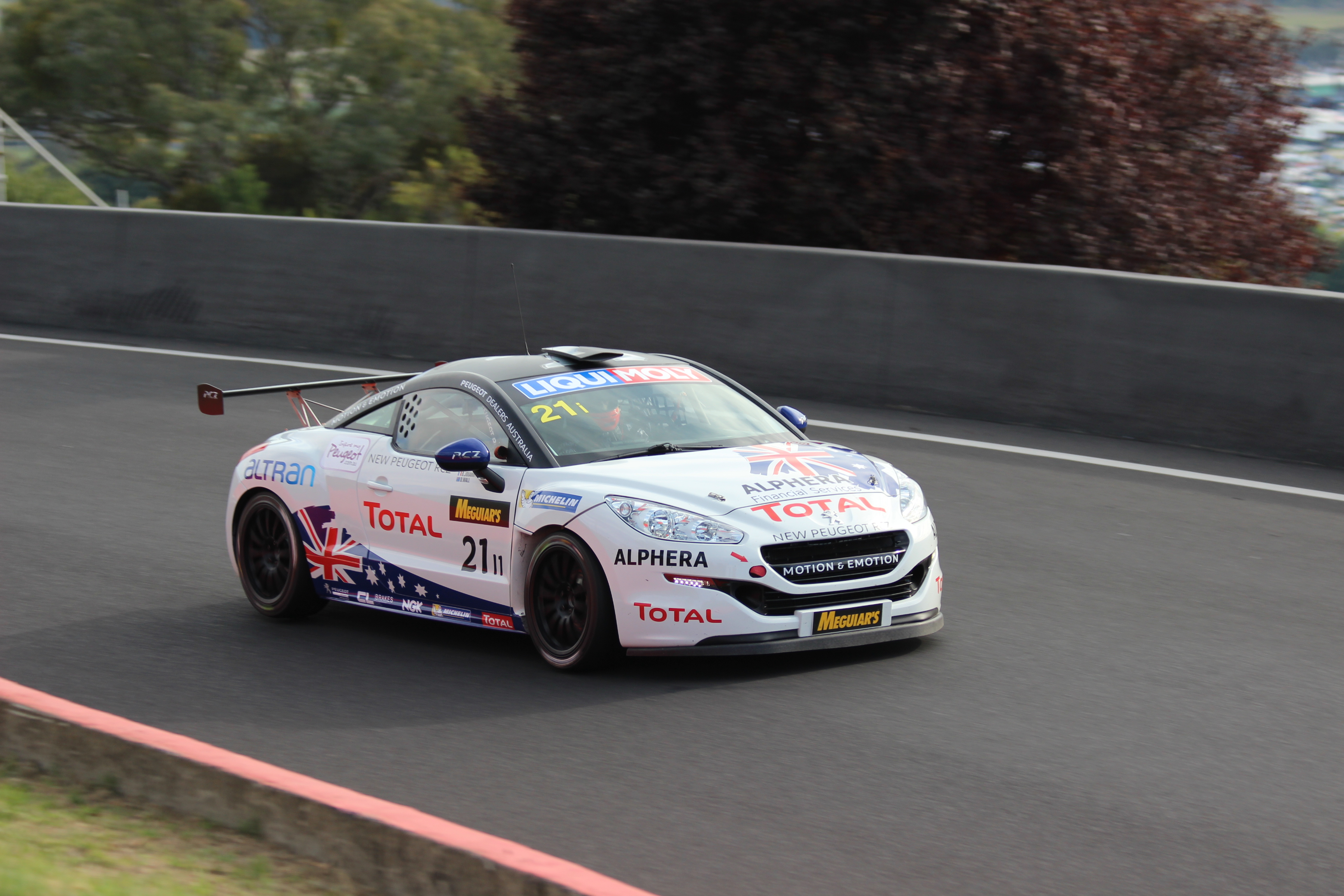
Bruce Jouanny avec une Peugeot RCZ cup aux 12 Heures de Bathurst 2013.

Bruce voit ainsi ses engagements diminuer au point qu’il n'est que pilote de développement sur simulateur en 2010. L'année suivante, il effectue des piges en Championnat VdeV et aux SPEED EuroSeries et pilote aussi en VLN et aux 24 Heures du Nürburgring avec Peugeot. Il termine premier en catégorie diesel VLN 2 et VLN 3. Après une année 2012 blanche, il fait une apparition remarquée aux 12 Heures de Bathurst 2013 au volant d'une Peugeot RCZ Cup car bien que terminant seizième au général, il remporte la catégorie I1.
En 2015, il déclare qu'on lui a « déjà proposé de rouler en European Le Mans Series par deux fois », mais qu'il n'a pu répondre positivement du fait de ses occupations. Il envisage également de participer au Pikes Peak International Hill Climb.

### Reconversion

#### Télévision
En novembre 2014, RMC Découverte annonce que Bruce Jouanny fait partie du trio d'animateurs de la première saison de la déclinaison française de Top Gear avec Philippe Lellouche et Yann Larret-Menezo. Il y continue lors des saisons 2 et 3, avec à la clé de bonnes audiences. Ainsi, le trio d'animateurs est confirmé en 2017 pour les trois saisons suivantes, à savoir les 4e, 5e et 6e. 
Il est également engagé par Citroën Racing pour animer les Facebook Live de l'équipe à partir de la saison 2017 du WRC.

#### Management
Parallèlement à ses activités médiatiques, Bruce Jouanny garde un pied en sport automobile en étant coach puis manager de pilote. Il travaille ainsi sur la stratégie de plan de carrière, la négociation avec les partenaires, la communication… En février 2023, Pescarolo Sport annonce son association avec Peugeot pour revenir au Mans, dans la catégorie Hypercar avec une 9X8. Pour mener à bien ce projet, auquel n'est pas associé Henri Pescarolo, Pescarolo Sport enregistre l'arrivée de Bruce Jouanny, qui sera chargé du développement sportif.

## Distinctions
Durant sa carrière, Bruce Jouanny a reçu plusieurs récompenses listées ci-dessous.
- 2002 : Prix Marcel Albers, qui récompense le meilleur tour aux Masters de Formule 3 ;
- 2005 : Prix Jean Rondeau, qui récompense le meilleur espoir français aux 24 Heures du Mans.

## Palmarès
- Championnat de France de Formule Renault : Troisième en 1999 ;
- Formule Palmer Audi Junior : Champion 2000 ;
- 12 Heures de Bathurst : Vainqueur I1 en 2013.

## Résultats en compétition automobile

### Résultats aux 24 Heures du Mans
| Année | Équipe              | Équipiers                       | Voiture           | Classe | Tours | Pos. | Class Pos. |
| ----- | ------------------- | ------------------------------- | ----------------- | ------ | ----- | ---- | ---------- |
| 2005  | Courage Compétition | Jonathan Cochet Shinji Nakano   | Courage C60H-Judd | LMP1   | 52    | Abd  | Abd        |
| 2007  | Saulnier Racing     | Jacques Nicolet Alain Filhol    | Courage LC75-AER  | LMP2   | 224   | Abd  | Abd        |
| 2009  | Pescarolo Sport     | Christophe Tinseau João Barbosa | Pescarolo 01-Judd | LMP1   | 368   | 8e   | 8e         |

### Résultats en Formula Renault 3.5 Series
| Année | Équipe        | 1        | 2       | 3        | 4        | 5        | 6        | 7         | 8         | 9        | 10       | 11       | 12      | 13       | 14       | 15      | 16       | 17       | Cl. | Points |
| ----- | ------------- | -------- | ------- | -------- | -------- | -------- | -------- | --------- | --------- | -------- | -------- | -------- | ------- | -------- | -------- | ------- | -------- | -------- | --- | ------ |
| 2006  | RC Motorsport | ZOL 1 17 | ZOL 2 9 | MON 1 14 | IST 1 19 | IST 2 13 | MIS 1 21 | MIS 2 Ret | SPA 1 Ret | SPA 2 22 | NÜR 1 14 | NÜR 2 11 | DON 1 9 | DON 2 19 | LMS 1 20 | LMS 2 8 | CAT 1 13 | CAT 2 11 | 29e | 7      |